# Transport express régional
Transport express régional (TER, letterlijk "regionaal expresvervoer") is de merknaam die door de Franse spoorwegmaatschappij SNCF wordt gebruikt voor het regionale personenvervoer per spoor en per touringcar dat het rijdt in opdracht van bepaalde regio's van Frankrijk. Voor de treindiensten gaat het zowel om stoptreinen, voorstadspoorwegen als sneltreinen naar naburige regio's en/of naar Parijs. Sinds eind de jaren 2010 vallen ook bepaalde intercity's met verplichte reservering onder TER. In één regio valt er ook een regionale hogesnelheidstrein (TER GV) onder.

## Netwerken van de verschillende regio's
| Regio                      | Logo      | Netwerk                                    |
| -------------------------- | --------- | ------------------------------------------ |
| Auvergne-Rhône-Alpes       |           | TER Auvergne-Rhône-Alpes                   |
| Bourgogne-Franche-Comté    |           | TER Bourgogne-Franche-Comté                |
| Bretagne                   |           | TER BreizhGo (TER Bretagne)                |
| Centre-Val de Loire        |           | Train Rémi (TER Centre-Val de Loire)       |
| Grand Est                  |           | TER Fluo (TER Grand Est)                   |
| Hauts-de-France            |           | TER Hauts-de-France                        |
| Normandië                  |           | Nomad Train (TER Normandie)                |
| Nouvelle-Aquitaine         |           | TER Nouvelle-Aquitaine                     |
| Occitanie                  |           | liO Train (TER Occitanie)                  |
| Pays de la Loire           | 150x150px | Aléop en TER (TER Pays de la Loire)        |
| Provence-Alpes-Côte d'Azur |           | TER Zou ! (TER Provence-Alpes-Côte d'Azur) |

## Overzicht
De SNCF startte het TER-systeem in 1984 om veel regionale lijnen te exploiteren. Sinds het einde van de jaren 1990 is het nauw gecoördineerd met de regionale raden, die een overeenkomst ondertekenen met de SNCF op de aangewezen routes, het aantal verbindingen, de tarieven en het dienstniveau.
TER-diensten worden gesubsidieerd door de Franse overheid. Gemiddeld komt 72% van de kosten ten laste van de Staat en de regionale raden, terwijl de reizigers de overige 28% van de kosten betalen. De kosten van de regio's vertonen een stijgende tendens omdat de regionale raden het aantal diensten gestaag uitbreiden.
Het geringe rendement van het TER-systeem is vooral te wijten aan de manier waarop de diensten worden gebruikt door het reizende publiek, met woon-werkverkeer in de ochtend en 's avonds, maar veel onderbenutting gedurende de rest van de dag. Bovendien is het aantal passagiers niet bijzonder hoog: de treinen hebben een gemiddelde bezetting van ongeveer 76 reizigers per trein (2009).
TER-treinen bestaan uit enkele of meervoudige treinstellen met aandrijving door een dieselmotor, elektrisch of dual-mode. Naast de treinstellen worden ook Corailrijtuigen ingezet, die eerder gebruikt werden op intercityroutes.

## Overdracht van het beheer
Zeven regio's hebben sinds 1997 geëxperimenteerd met de overdracht van het beheer van het regionale spoorwegnet: Alsace, de Centre-Val de Loire, Nord-Pas-de-Calais, Provence-Alpes-Côte d'Azur, Rhône-Alpes en de Pays de la Loire (Loire), en sinds januari 1999 Limousin.
In 1998 was in deze zeven regio's het verkeer met gemiddeld 4,9% toegenomen, in vergelijking met 3,2% in andere regio's.
Om zich voor te bereiden op de toenemende decentralisatie van het netwerk ondertekenden een paar andere regio's de conventions intermediaires: Haute-Normandie in september 1997, Midi-Pyrénées en Bourgogne in november 1997, Picardië in januari 1998, en Lotharingen in februari 1998.

### Geschiedenis van de regionalisering van passagierstreinen
- 31 maart 1994: De publicatie van het rapport Regions, SNCF: vers un Renouveau du service public door de Hubert Haenel-Commissie.
- 4 februari 1995: De wet van het beheer en de ontwikkeling van het grondgebied organiseerde de overdracht van de verantwoordelijkheid van collectief vervoer in het belang van administratieve regio's.
- 19 december 1996: Ondertekening van de eerste conventie met de regio van Rhône-Alpes.

### Invloed van begrotingscommissie op het openbare spoorwegnet
Verschillende cijfers vrijgegeven door de regio's:
| Regio              | Budget       | Aandeel van het regionale budget | Aandeel van het regionale budget | Status                                       |
| ------------------ | ------------ | -------------------------------- | -------------------------------- | -------------------------------------------- |
| Alsace             | €220 miljoen | 39%                              | (2004)                           | experimentele regionalisering sinds 1997     |
| Bourgogne          | €100 miljoen | 14%                              | (2005)                           |                                              |
| Bretagne           | €100 miljoen | 25%                              | (2005)                           |                                              |
| Champagne-Ardennes | €55 miljoen  | 12,5%                            | (2004)                           |                                              |
| Franche-Comté      | €70 miljoen  | 20%                              | (2005)                           |                                              |
| Lorraine           | €250 miljoen | 45%                              | (2005)                           |                                              |
| Picardie           | €130 miljoen | 20%                              | (2002)                           | tussentijdse overeenkomst sinds januari 1998 |
| Nord-Pas-de-Calais | €260 miljoen | 21%                              | (2003)                           | experimentele regionalisering sinds 1997     |
| Rhône-Alpes        | €500 Miljoen | 30%                              | (2005)                           | experimentele regionalisering sinds 1997     |

Deze cijfers houden geen rekening met uitgaven voor de infrastructuur.

### Toekomst
Veel regio's zijn ontevreden over geleverde diensten door de nationale spoorwegmaatschappij SNCF. De regio's zijn verplicht alle treindiensten door de SNCF te laten uitvoeren. De kostprijs die de SNCF vraagt voor de geleverde treindiensten is niet onafhankelijk te toetsen. De SNCF heeft hierdoor een grote machtspositie. Er wordt nagedacht over de hervorming van het spoorstelsel, waarbij de regio's het recht (en misschien de plicht) krijgen om de regionale treindiensten uit te besteden, zoals in diverse andere Europese landen het geval is.
Met de herinrichting van de regio's van 1 januari 2016 worden de bestaande TER's van de oude regio's samengevoegd. Hiervoor is vijf jaar de tijd. De samengevoegde regio's moeten wederom samenwerkingscontracten met de SNCF afsluiten. Op de achtergrond zijn er de Europese regels die het uitbesteden van de regionale treinconcessies aan commerciële partijen vanaf 2019 mogelijk maken en verplicht stellen in 2026. De SNCF en de spoorvakbonden wilden contracten afsluiten voor 2019 zodat concurrentie zo lang mogelijk buiten de deur wordt gehouden. Sommige nationale treindiensten, die binnen een nieuwe regio plaatsvinden zullen mogelijk overgeheveld worden naar de TER treindiensten. De toekomst van de interregionale verbindingen, de Intercitées staat ter discussie.

#### TET-treindiensten
Naarmate de TGV-treindiensten zich uitbreidden verdwenen de meeste traditionele nationale langeafstandstreinen (Trains Grandes Lignes). De 24 landelijke treindiensten (ook nachttreinen) die overbleven werden gegroepeerd onder de naam 'trains d'équilibre du territoire' (TET). De meeste van deze treindiensten hebben subsidie nodig en daarom willen de Franse spoorwegen en de landelijke overheid deze treindiensten overhevelen naar de regionale overheden. Die willen deze verantwoordelijkheid dragen, mits de huidige landelijke subsidies voor deze treindiensten doorgezet worden naar de regio's. De regio's hebben beperkte financiële middelen en hebben moeite om de huidige TER-treindiensten te handhaven. Bovendien is het gebruikte treinmaterieel voor de TET diensten verouderd. Er was sprake dat deze treindiensten in concessie gegeven zouden worden aan commerciële bedrijven, maar dit ligt politiek gevoelig. De paar marginale TET-treindiensten die werden aangeboden aan privébedrijven waren niet interessant genoeg voor de bedrijven.
Met het samenvoegen van regio's kwamen sommige van deze treindiensten binnen een regio te liggen of binnen twee aangrenzende regio's. Na lange onderhandelingen tussen de staat en de regio's werden 18 van de 24 TET-diensten overgedragen aan de regio's. Dit worden dus TER-treindiensten. Dit zal geleidelijk aan gebeuren in de periode 2017–2020. De overgedragen TET-diensten zijn:
- Regio Grand-Est: Hirson - Metz en Reims - Dijon (2017), Paris - Troyes - Belfort (2018)
- Regio Nouvelle-Aquitaine: Bordeaux - La Rochelle, Bordeaux - Limoges en Bordeaux - Ussel (2018)
- Regio Hauts-de-France: Paris - Amiens - Boulogne, Paris - Saint-Quentin - Maubeuge/Cambrai (2019)
- Regio Occitanie: Clermont-Ferrand - Nîmes (genaamd Cévenol, 2018). De lijn Clermont-Ferrand - Béziers zal gedurende twee jaar als experiment gezamenlijk worden beheerd door de staat en regio.
- Regio Centre-Val de Loire: Paris - Montargis - Nevers, Paris - Orléans - Tours en Paris - Bourges - Montlucon (2018)
- Regio Normandie: Paris - Caen - Cherbourg, Paris - Rouen - Le Havre, Paris - Granville, Caen - Le Mans - Tours en Paris - Serquigny (2020)

## Materieel
Voor de TER-diensten wordt volgend materieel veelvuldig ingezet:
- Corail-rijtuigen die voordien gebruikt werden op InterCity-diensten

Treinstellen (X = diesel, Z = elektrisch, B = beide, bimode): 
- X TER: X 72500
- A TER: X 73500
- Autorail grande capacité (AGC): Z 27500, B 81500
  - XGC: X 76500
  - BBGC of Bibi: B82500
- TER 2N NG: Z 24500 / Z 26500
- Régiolis
  - X 73500 (Alstom Coradia A TER)
- Regio 2N (Porteur hyperdense, PHD) Z 55500 / Z 56300 / Z 56500 / Z 56600 / Z 56700 / Z 56800 / Z 57000
  - Omneo Premium

Beperkt ingezet:
- Z850 (Auvergne-Rhône-Alpes)
- X 73900 (TER Grand Est, grensoverschrijdend verkeer naar Duitsland)
- X 74500 (Centre-Val de Loire, meterspoor, spoorlijn Le Blanc - Argent)